# Tim Hirsch
Tim Hirsch (Usingen, 19 ottobre 1990) è un ex giocatore di football americano tedesco, che ha giocato come offensive lineman.
Ha giocato per i Gießen Golden Dragons dal 2009 al 2017 (con una parentesi ai Marburg Mercenaries); è quindi passato agli australiani Frankfurt Universe e da lì ai Bad Homburg Sentinels. Ha successivamente firmato con i Kuopio Steelers, per poi tornare a giocare in Germania, ai Frankfurt Galaxy.

## Palmarès
- 1 Vaahteramalja (Kuopio Steelers: 2021)